# Дроган, Бернд
Бернд Дроган (нем. Bernd Drogan, род. 26 октября 1955, Дёберн, Бранденбург или Bohsdorf) — восточногерманский велогонщик, чемпион и призёр чемпионатов мира в командной гонке, серебряный призёр летних Олимпийских игр 1980 года в Москве.
В 1979 году стал бронзовым призёром Тура Тюрингии. Дроган стал чемпионом среди мужчин-любителей в групповой гонке чемпионата мира по велоспорту 1982 года, который проводился 5 сентября 1982 года в Гудвуде в Великобритании. Четырежды (1977—1979 и 1982 годах) становился победителем Тура ГДР, а в 1984 году — его серебряным призёром. В 1984 году стал серебряным призёром Тура Нормандии. В том же году стал победителем командной гонки на соревнованиях «Дружба-84».
В 1980 году стал третьим на чемпионате ГДР по велокроссу.